# Celo

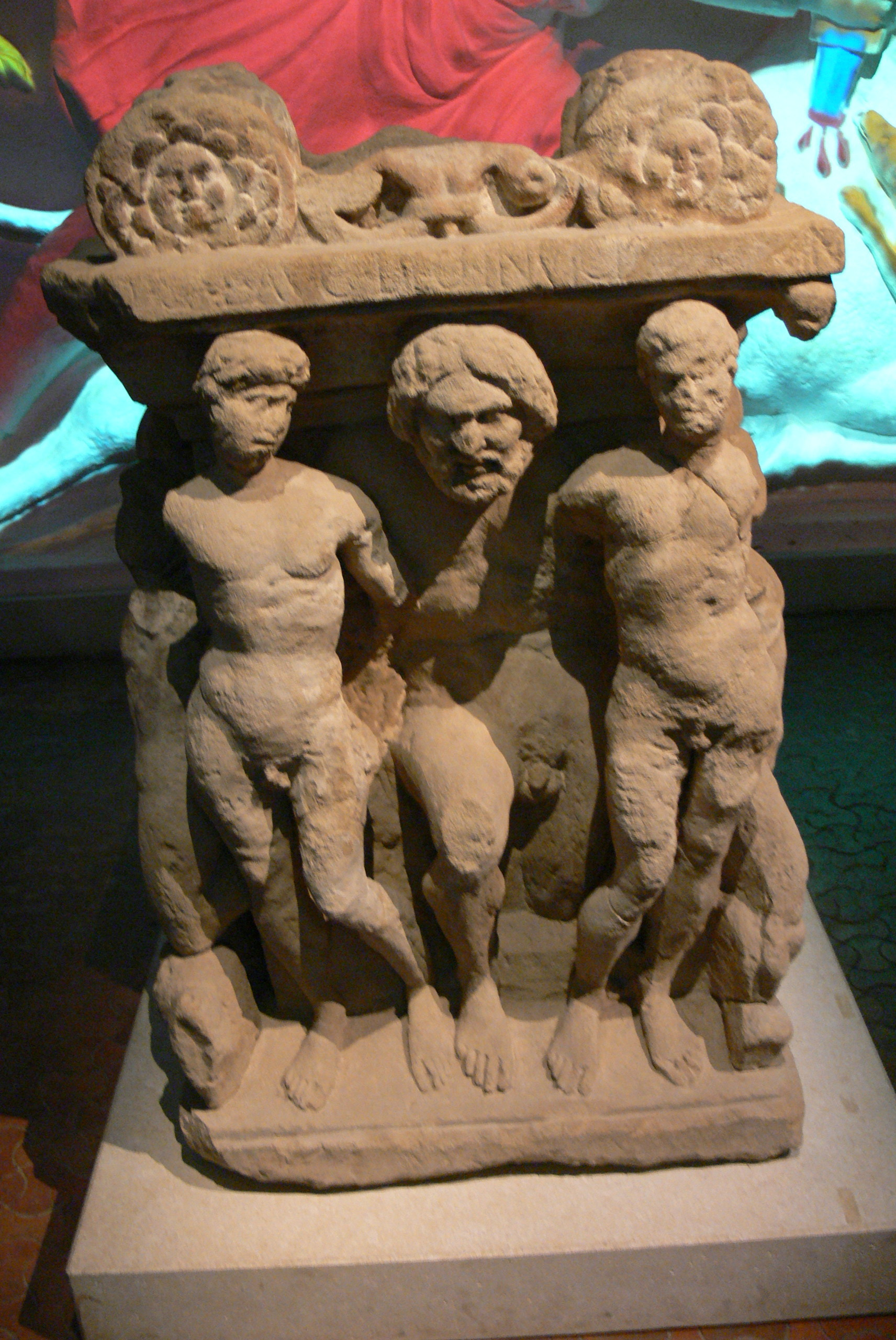
Altar mitraico (século III d.C.) mostrando Celo ladeado por alegorias das estações (Museu Carnunto, Baixa Áustria)

Celo ou Coelo (Latim: "Caelus" ou "Coelus" pronúncia em latim: [ˈkae̯lʊs]) foi um deus primordial do céu na mitologia e teologia, iconografia, e literatura romanas (compare caelum, a palavra latina para "céu" ou "os céus", daí o português "celestial"). O nome da divindade geralmente aparece na forma gramatical masculina quando ela é concebida como uma força geradora masculina.

## Identidade
O nome de Celo indica que ele era a contraparte romana do deus grego Urano (Οὐρανός, Ouranos), que teve grande importância nas teogonias dos gregos, e do deus judeu Yahweh. Varrão o une a Terra (Telo) como pater et mater (pai e mãe), e diz que eles são "grandes divindades" (dei magni) na teologia dos mistérios de Samotrácia. Embora não se saiba que Celo teve um culto em Roma, nem todos os estudiosos o consideram uma importação grega com um nome latino; ele foi associado a Sumano, o deus do trovão noturno, como "puramente romano".
Celo começa a aparecer regularmente na arte augusta e em conexão com o culto de Mitra durante a era imperial. Vitrúvio o inclui entre os deuses celestiais cujos templos (aedes) deveriam ser construídos abertos para o céu. Como deus do céu, ele foi identificado com Júpiter, conforme indicado por uma inscrição que diz  Optimus Maximus Caelus Aeternus Iup<pi>ter.

## Genealogia
De acordo com Cícero e Higino, Celo era filho de Éter e Dies ("Dia" ou "Luz do Dia"). Celo e Dies eram nesta tradição os pais de Mercúrio. Com Trivia, Celo era o pai do deus distintamente romano Jano, bem como de Saturno e Ops. Celo também foi o pai de um dos três Júpiteres, sendo os pais dos outros dois Éter e Saturno. Numa tradição, Celo era o pai de Telo das Musas, embora esta fosse provavelmente uma mera tradução de Urano de uma fonte grega.

## Mito e alegoria
Celo substituiu Urano nas versões latinas do mito de Saturno (Crono) castrando seu pai celestial, de cujos órgãos genitais decepados, lançados ao mar, nasceu a deusa Vênus (Afrodite). Em sua obra Sobre a Natureza dos Deuses, Cícero apresenta uma alegoria estóica do mito em que a castração significa "que o mais elevado éter celestial, aquela semente de fogo que gera todas as coisas, não exigia o equivalente aos órgãos genitais humanos para prosseguir em seu trabalho gerador." Para Macróbio, a separação marca o Caos do Tempo fixo e medido (Saturno), conforme determinado pelos Céus giratórios (Caelum). As semina rerum ("sementes" das coisas que existem fisicamente) vêm de Celo e são os elementos que criam o mundo.
A abstração espacial divina Caelum é sinônimo de Olimpo como uma morada celestial metafórica do divino, ao mesmo tempo identificada e distinta da montanha na Grécia antiga chamada de lar dos deuses. Varrão diz que os gregos chamam Celo (ou Coelo) de "Olimpo". Como representação do espaço, Celo é um dos componentes do mundus, o "mundo" ou cosmos, junto com terra (terra), mare (mar) e aer (ar). Em seu trabalho sobre os sistemas cosmológicos da antiguidade, o humanista renascentista holandês Gerardus Vossius trata extensivamente de Caelus e sua dualidade como um deus e um lugar que os outros deuses habitam.
O escritor cristão pré-Niceno Lactâncio usa rotineiramente os teônimos latinos Celo, Saturno e Júpiter para se referir às três hipóstases divinas da escola neoplatônica de Plotino: o Primeiro Deus (Celo), o Intelecto (Saturno) e a Alma, filho do Inteligível (Júpiter).

## Na arte
É geralmente, embora não universalmente, aceito que Celo é retratado na couraça do Augusto de Prima Porta, bem no topo, acima dos quatro cavalos da quadriga do deus Sol. Ele é um homem maduro e barbudo que segura um manto sobre a cabeça de modo que ele ondula em forma de arco, um sinal convencional de divindade (velificatio) que "lembra a abóbada do firmamento". Ele está equilibrado e emparelhado com a personificação da Terra na parte inferior da couraça. (Essas duas figuras também foram identificadas como Saturno e a Magna Mater, para representar a nova "Idade de Ouro" saturniana da ideologia augusta.) Em um altar dos Lares agora mantido pelo Vaticano, Celo em sua carruagem aparece junto com Apolo-Sol acima da figura de Augusto.

## Nocturnus e otemplum
Como Caelus Nocturnus, ele era o deus do céu estrelado noturno. Numa passagem de Plauto, Nocturnus é considerado o oposto do Sol, o deus Sol. Nocturnus aparece em diversas inscrições encontradas na Dalmácia e na Itália, na companhia de outras divindades que também se encontram no esquema cosmológico de Marciano Capela, baseado na tradição etrusca. Na disciplina etrusca de adivinhação, Caelus Nocturnus foi colocado no norte sem sol, oposto ao Sol, para representar as extremidades polares do eixo (ver cardo). Este alinhamento foi fundamental para o desenho de um templum (espaço sagrado) para a prática do augúrio.

## Sincretismo mitraico
O nome Caelus ocorre em inscrições dedicatórias relacionadas ao culto de Mitra. O Caelus mitraico às vezes é descrito alegoricamente como uma águia curvada sobre a esfera do céu marcada com símbolos dos planetas ou do zodíaco. Em um contexto mitraico ele está associado a Cautes e pode aparecer como Caelus Aeternus ("Céu Eterno"). Uma forma de Ahura-Mazda é invocada em latim como Caelus Aeternus Iupiter. As paredes de alguns mitreus apresentam representações alegóricas do cosmos com Oceano e Celo. O mitreu de Dieburg representa o mundo tripartido com Celo, Oceano e Telo abaixo de Faetonte-Heliódromo.

## Sincretismo judeu
Alguns escritores romanos usaram Caelus ou Caelum como forma de expressar o deus monoteísta do Judaísmo (Yahweh). Juvenal identifica o Deus judeu com Celo como o céu mais alto (summum caelum), dizendo que os judeus adoram o numen de Caelus; Petrônio usa linguagem semelhante. Floro tem uma passagem que descreve o Santo dos Santos no Templo de Jerusalém como abrigando um "céu" (caelum) sob uma videira dourada. Uma videira dourada, talvez a mencionada, foi enviada pelo rei hasmoneu Aristóbulo a Pompeu Magno após a derrota de Jerusalém, e mais tarde foi exibida no Templo de Júpiter Capitolino.